# ليز كيسلر
ليز كيسلر (بالإنجليزية: Liz Kessler)‏ هي كاتبة للأطفال وكاتِبة بريطانية، ولدت في 15 أكتوبر 1966.

## وصلات خارجية
- الموقع الرسمي
- ليز كيسلر على موقع ميوزك برينز (الإنجليزية)
- ليز كيسلر على موقع ديسكوغز (الإنجليزية)